# Bialbero di Casorzo
Bialbero di Casorzo (în română Arborele dublu din Casorzo) este un dud pe care a crescut un cireș. Arborele este situat între Grana și Casorzo, în provincia Asti din Piemont, Italia. Cireșul se ridică deasupra dudului pe care a prins rădăcini.

## Descriere
Epifitele nu sunt neobișnuite, dar în mod normal ajung la o dimensiune mică și au o viață scurtă, deoarece nu există suficient humus și spațiu disponibil pentru creșterea lor.
Epifitele mari precum bialbero di Casorzo necesită ca arborele superior să aibă o legătură între rădăcinile sale și sol, de exemplu printr-un trunchi gol.